# Grupa Sumitomo
Grupa Sumitomo (jap. 住友グループ Sumitomo Gurūpu) – japoński konglomerat przedsiębiorstw (keiretsu) działających pod marką Sumitomo.

## Historia
Firma założona w 1630 roku przez Masatomo Sumitomo jako sklep sprzedający leki i książki.
Szwagier Masatomo Sumitomo, Riemon Soga, który wytapiał miedź i żelazo, wkrótce rozwinął nową metodę wytopu nazwaną nanban-buki, która pozwalała uzyskiwać srebro z rudy miedziowej. Tomomochi Sumitomo, najstarszy syn Riemona Sogi wyjawił tę technikę innym wytwórcom miedzi, czym wysławił imię rodziny Sumitomo jako odkrywcy techniki Nanban-buki. To stworzyło możliwość wejścia na szczyt Sumitomo jako wydobywcy i przetwórcy miedzi. Jeszcze przed 1810 przedsiębiorstwo zaczęło wkraczać na inne dziedziny, takie jak: bankowość, magazynowanie, produkcja przewodów elektrycznych i inne.
Obecnie Grupa Sumitomo działa w oparciu o zasady swego założyciela Masatomo Sumitomo napisane w XVII wieku.
Pole działalności poszczególnych firm składających się na grupę Sumitomo jest bardzo szerokie. Są to m.in. przemysł ciężki: huty, stocznie, zakłady zbrojeniowe, największe japońskie zakłady chemiczne (Sumitomo Chemical) oraz bank.
Konglomerat posiada również udziały m.in. w producencie sprzętu elektronicznego NEC.

## Przedsiębiorstwa wchodzące w skład Grupy Sumitomo
- Asahi Breweries(inne języki) – przemysł piwowarski i napoje
- Hanshin Electric Railway – transport kolejowy
- Nankai Electric Railway – transport kolejowy
- Keihan Electric Railway – transport kolejowy
- Mazda – przemysł samochodowy
- Mitsui Sumitomo Insurance(inne języki) – ubezpieczenia
- Nippon Sheet Glass(inne języki) – szkło
- NEC – elektronika i produkty elektryczne
- Sumitomo Chemical(inne języki) Ltd. – przemysł chemiczny
- Sumitomo Heavy Industries(inne języki) – maszyny, przemysł zbrojeniowy i przemysł stoczniowy
- Sumitomo Mitsui Banking Corporation(inne języki) – finanse
- Sumitomo Metal Industries(inne języki) – stal
- Sumitomo Metal Mining(inne języki) – górnictwo rud żelaznych i nieżelaznych
- Korporacja Sumitomo –
- Sumitomo Corporation of America(inne języki)
- Sumitomo Trust and Banking(inne języki) – finanse
- Sumitomo Life Insurance(inne języki) – ubezpieczenia
- Sumitomo Coal Mining – górnictwo węgla kamiennego
- Sumitomo Warehouse(inne języki) – magazynowanie
- Sumitomo Electric Industries(inne języki) – elektronika i produkty elektryczne
- Sumitomo Realty and Development – nieruchomości i zarządzanie nieruchomościami
- Sumitomo Real Estate – nieruchomości
- Sumitomo Osaka Cement(inne języki) – cement
- Sumitomo Light Metal Industries(inne języki) – metale nieżelazne
- Sumitomo Mitsui Construction(inne języki) – budownictwo
- Sumitomo Bakelite(inne języki) – chemikalia
- Sumitomo Forestry(inne języki) – przemysł drzewny i budownictwo
- Sumitomo Rubber Industries(inne języki) – przemysł gumowy i przemysł oponiarski